# Fußball-Ozeanienmeisterschaft 2008
Die Fußball-Ozeanienmeisterschaft 2008 (englisch OFC Nations Cup) war die achte Ausspielung der ozeanischen Kontinentalmeisterschaft im Fußball und fand vom 17. Oktober 2007 bis 19. November 2008 statt. Am Turnier nahmen mit Fidschi, Neuseeland, Neukaledonien und Vanuatu nur vier Mannschaften teil. Australien gehörte erstmals nach seinem Wechsel zum Asiatischen Fußballverband 2006 nicht mehr zum Teilnehmerfeld. Neuseeland war für den Hauptwettbewerb gesetzt. Die übrigen drei Teams qualifizierten sich über das Fußballturnier bei den Südpazifikspielen 2007. Der Wettbewerb wurde nicht in Turnierform in einem Land, sondern im Ligaformat Jeder gegen Jeden mit Hin- und Rückspielen ausgetragen und diente gleichzeitig als Qualifikation der Ozeanien-Zone für die Fußball-Weltmeisterschaft 2010 in Südafrika.
Neuseeland wurde zum vierten Mal Ozeanienmeister und qualifizierte sich für den FIFA-Konföderationen-Pokal 2009 in Südafrika.

## Qualifikation
Die Qualifikation fand im Rahmen des Fußballturniers bei den Südpazifikspielen vom 25. August bis 8. September 2007 in Samoa statt, welche gleichzeitig als 1. Runde der Ozeanien-Qualifikation für die Fußball-Weltmeisterschaft 2010 galt. Fidschi, Neukaledonien und Vanuatu qualifizierten sich als Medaillengewinner neben dem gesetzten Neuseeland für den Hauptwettbewerb der Ozeanienmeisterschaft.

## Hauptwettbewerb
Der Wettbewerb im Ligaformat galt gleichzeitig als 2. Runde der Ozeanien-Qualifikation für die Fußball-Weltmeisterschaft 2010.
| Pl. | Land          | Sp. | S | U | N | Tore    | Diff. | Punkte |
| --- | ------------- | --- | - | - | - | ------- | ----- | ------ |
| 1.  | Neuseeland    | 6   | 5 | 0 | 1 | 014:500 | +9    | 15     |
| 2.  | Neukaledonien | 6   | 2 | 2 | 2 | 012:100 | +2    | 08     |
| 3.  | Fidschi       | 6   | 2 | 1 | 3 | 008:110 | −3    | 07     |
| 4.  | Vanuatu       | 6   | 1 | 1 | 4 | 005:130 | −8    | 04     |

|                    |   |               |      |
| 17. Oktober 2007   |   |               |      |
| Fidschi            | – | Neuseeland    | 0:2  |
| 17. November 2007  |   |               |      |
| Vanuatu            | – | Neuseeland    | 1:2  |
| Fidschi            | – | Neukaledonien | 3:3  |
| 21. November 2007  |   |               |      |
| Neuseeland         | – | Vanuatu       | 4:1  |
| Neukaledonien      | – | Fidschi       | 4:0  |
| 14. Juni 2008      |   |               |      |
| Vanuatu            | – | Neukaledonien | 1:1  |
| 21. Juni 2008      |   |               |      |
| Neukaledonien      | – | Vanuatu       | 3:0  |
| 6. September 2008  |   |               |      |
| Neukaledonien      | – | Neuseeland    | 1:3  |
| Fidschi            | – | Vanuatu       | 2:0  |
| 10. September 2008 |   |               |      |
| Neuseeland         | – | Neukaledonien | 3:0  |
| Vanuatu            | – | Fidschi       | 2:1  |
| 19. November 2008  |   |               |      |
| Neuseeland         | – | Fidschi       | 0:21 |

1Das für den 13. Oktober 2007 angesetzte Spiel zwischen Neuseeland und Fidschi wurde von der FIFA abgesagt, da Neuseeland sich weigerte, dem fidschianischen Torwart Simione Tamanisau ein Einreisevisum auszustellen. Dieses Spiel sollte am 19. November 2008 auf neutralem Platz in Apia (Samoa) ausgetragen werden, fand dann aber in Lautoka (Fidschi) statt.
Ozeanienmeister Neuseeland spielte in den interkontinentalen Play-Offs der WM-Qualifikation gegen den Asienvertreter  Bahrain 0:0 und 1:0 und qualifizierte sich dadurch für die Fußball-Weltmeisterschaft 2010 in Südafrika.

## Schiedsrichter
- Matthew Breeze
- Rakesh Varman
- Michael Hester
- Peter O’Leary
- Job Minan
- Norbert Hauata
- Averii Jacques
- Lencie Fred
- Jair Marrufo

## Beste Torschützen
| Rang | Spieler          | Tore |
| ---- | ---------------- | ---- |
| 1    | Shane Smeltz     | 8    |
| 2    | Michel Hmaé      | 5    |
| 3    | David Mulligan   | 3    |
| 4    | Osea Vakatalesau | 2    |
|      | Roy Krishna      | 2    |
|      | Maciu Dunadamu   | 2    |
|      | Ramon Djamali    | 2    |
|      | Pierre Wajoka    | 2    |
|      | François Sakama  | 2    |

Weitere 11 Spieler mit je einem Tor.